# Zeven
Zeven è una comunità di 13 828 abitanti, della Bassa Sassonia, in Germania.
Appartiene al circondario (Landkreis) di Rotenburg (Wümme) (targa ROW) ed è parte della comunità amministrativa (Samtgemeinde) di Zeven.

## Geografia fisica
Zeven si trova a metà strada tra Amburgo e Brema. Zeven è inoltre ancora in Zevener Geest. È qui attraversata dalla pianura Mehde-Aue. Questo finisce due chilometri a nord di Zeven nel Oste. Del comune di circa 13.000 abitanti comprende i seguenti distretti: Aspe, Badenstedt, Bademühlen, Brauel, Brüttendorf, Oldendorf e Wistedt. I seguenti comuni rasentano Zeven (orario di partenza): Seedorf, Elsdorf, Gyhum, Bülstedt, Kirchtimke e Ostereistedt.
Zeven dalla strada federale 71, che si traduce anche in direzione sud, a un'autostrada connessione del punto di corse.